# Munhango
Munhango ist eine Stadt in Angola, im Südwesten Afrikas. 

## Geschichte
Munhango war ein bedeutender Bahnhof der ab 1899 errichteten Benguelabahn.
1934 wurde hier Jonas Savimbi geboren. Er war Mitbegründer und Anführer der UNITA. Die UNITA war eine der Widerstandsorganisationen, die im portugiesischen Kolonialkrieg (1961–1975) für die Unabhängigkeit Angolas von Portugal kämpften. Nach der Unabhängigkeit 1975 kämpfte sie im angolanischen Bürgerkrieg (1975–2002) gegen die Regierungspartei MPLA. Nach dem Tod Savimbis 2002 endete der Bürgerkrieg.
Im Zuge des Wiederaufbaus nach dem Waffenstillstand vom 4. April 2002 wurde auch die im Bürgerkrieg zerstörte Benguelabahn abschnittsweise neu errichtet. Im Dezember 2011 erreichte die Eisenbahn wieder den Bahnhof Munhango.

## Verwaltung
Munhango ist Sitz einer gleichnamigen Gemeinde (Comuna) im Landkreis (Município) von Cuemba, in der Provinz Bié.